# Edith Thys
Edith Olivia Thys (* 31. März 1966 in San Leandro, Kalifornien) ist eine ehemalige Skirennläuferin aus den USA. 
Als Spezialistin im Super-G erreichte sie in der Saison 1990/91 in Japan einen Podestplatz: 2. Platz in Furano. Bei den Olympischen Spielen in Calgary (Kanada), 1988 und den Weltmeisterschaften in Saalbach-Hinterglemm (Österreich), 1991 erreichte sie jeweils 9. Plätze in dieser Disziplin.